# Raionul Moghilău, Vinnița (2020-)
Raionul Moghilău este un raion din regiunea Vinnița din Ucraina, format în 2020. Reședință este orașul Moghilău. Raionul are o suprafață de 3221 km2 (12,2% din suprafața regiunii) și o populație de 144,6 mii locuitori (2020).

## Istorie
Raionul a fost creat în conformitate cu decizia Radei Supreme a Ucrainei № 807-IX din 17 iulie 2020. Cuprinde hromadele urbane Moghilău și Iampol, hromadele rurale Iarîșiv și Babcinți, hromadele urban-rurale Vendiceni, Murovani Kurîlivți și Cernivți. 
În trecut teritoriul raionului făcea parte din raioanele Moghilău, Iampol, Cernivți și Murovani Kurîlivți desființate prin aceeași decizie.